# Управления администрации Президента Российской Федерации
В статье представлен список управлений — самостоятельных подразделений Администрации президента Российской Федерации и их руководителей.
С 2004 г. основным подразделением Администрации президента является управление президента Российской Федерации.
Ранее в структуру Администрации президента входили:
- главные управления президента Российской Федерации (1993—2004 гг.)
- главное управление при президенте Российской Федерации (1996—1998 гг.)
- главное управление Администрации президента Российской Федерации (1993 г.)
- управления Администрации президента Российской Федерации (1991—2000 гг.)

В структуру Администрации президента также входят различные самостоятельные подразделения на правах управлений (например: Канцелярия президента Российской Федерации, Референтура президента Российской Федерации, аппарат Совета безопасности Российской Федерации, Секретариат руководителя Администрации президента Российской Федерации, Государственный совет Российской Федерации (на Администрации президента лежит обязанность по обеспечению функционирования как Совета Безопасности, так и Государственного совета, которые, фактически, являются частью Администрации) и др.).
Управления расположены в списке в хронологическом порядке по дате их создания. Упразднённые, преобразованные, переименованные, выведенные из состава Администрации президента управления выделены курсивом.
После даты назначения или освобождения от должности начальников управлений стоит номер соответствующего указа или распоряжения президента Российской Федерации (если таковые были опубликованы).
Указом президента Российской Федерации от 7 мая 2000 г. № 835 (после вступления в должность Президента Путина В. В.) были приняты заявления начальников главных управлений и управлений президента Российской Федерации об освобождении от занимаемых должностей и поручено им впредь до сформирования Администрации президента и осуществления в установленном порядке назначений на данные должности исполнять свои обязанности.
Указом президента Российской Федерации от 30 апреля 2008 г. № 634 установлено, что замещение должностей федеральной государственной гражданской службы в Администрации президента, назначение на которые производится президентом Российской Федерации, осуществляется федеральными государственными гражданскими служащими в течение срока исполнения президентом Российской Федерации своих полномочий (таким образом с момента вступления в должность президента Медведева Д. А. 7 мая 2008 г. начальники управлений президента Российской Федерации освобождались от своих должностей без принятия каких-либо специальных правовых актов).
Указом президента Российской Федерации от 7 мая 2008 г. № 718 федеральным государственным гражданским служащим Администрации президента, назначенным на должности президентом Российской Федерации, прекратившим исполнение своих полномочий, поручено временно исполнять обязанности по замещаемым ими должностям впредь до осуществления президентом Российской Федерации соответствующих назначений.

## Главные управления президента Российской Федерации

### Главное социально-производственное управление президента Российской Федерации
Распоряжением президента Российской Федерации от 14 января 1993 г. № 29-рп образовано Главное социально-производственное управление президента Российской Федерации на базе Хозяйственного управления Администрации президента Российской Федерации.
Указом президента Российской Федерации от 22 февраля 1993 г. № 273 Главное социально-производственное управление президента Российской Федерации преобразовано в Главное социально-производственное управление Администрации президента Российской Федерации.
- Морщаков Фёдор Михайлович, начальник (14 января 1993 г., № 29-рп — 1 апреля 1993 г., № 213-рп)

### Главное управление специальных программ президента Российской Федерации
Указом президента Российской Федерации от 5 января 1994 г. Управление планирования и реализации специальных программ Администрации президента Российской Федерации преобразовано в Главное управление специальных программ президента Российской Федерации.
Указом президента Российской Федерации от 29 января 1996 г. № 117 президент Российской Федерации постановил считать Главное управление специальных программ президента Российской Федерации государственным органом, входящим в Администрацию президента Российской Федерации.
Указом президента Российской Федерации от 2 октября 1996 г. № 1413 президент Российской Федерации постановил считать Главное управление специальных программ президента Российской Федерации федеральным государственным органом при президенте Российской Федерации.
Указом президента Российской Федерации от 30 апреля 1998 г. № 483 Главное управление специальных программ президента Российской Федерации преобразовано из государственного органа в федеральный орган исполнительной власти.
- Фролов Василий Алексеевич, начальник (1994—1998 гг.)

### Главное государственно-правовое управление президента Российской Федерации
Указом президента Российской Федерации от 29 января 1996 г. № 117 Государственно-правовое управление президента Российской Федерации переименовано в Главное государственно-правовое управление президента Российской Федерации.
Указом президента Российской Федерации от 25 марта 2004 г. № 400 в перечень самостоятельных подразделений Администрации президента Российской Федерации включено Государственно-правовое управление президента Российской Федерации.
- Орехов Руслан Геннадьевич, начальник Главного государственного правового управления президента Российской Федерации (с 31 января 1996 г., № 128), заместитель руководителя Администрации президента Российской Федерации — начальник Главного государственно-правового управления президента Российской Федерации (7 марта 1996 г., № 342 — 22 апреля 1999 г., № 523)
- Брычёва Лариса Игоревна, начальник (12 мая 1999 г., № 582 — 7 мая 2000 г., № 835; 4 июня 2000 г., № 1032 — 26 марта 2004 г., № 407)

### Главное контрольное управление президента Российской Федерации
Указом президента Российской Федерации от 29 января 1996 г. № 117 Контрольное управление президента Российской Федерации переименовано в Главное контрольное управление президента Российской Федерации.
Указом президента Российской Федерации от 25 марта 2004 г. № 400 в перечень самостоятельных подразделений Администрации президента Российской Федерации включено Контрольное управление президента Российской Федерации.
- Кудрин Алексей Леонидович, заместитель руководителя Администрации президента Российской Федерации — начальник Главного контрольного управления президента Российской Федерации (1 августа 1996 г., № 1132 — 26 марта 1997 г., № 264)
- Путин Владимир Владимирович, заместитель руководителя Администрации президента Российской Федерации — начальник Главного контрольного управления президента Российской Федерации (26 марта 1997 г., № 265 — 25 мая 1998 г., № 575)
- Патрушев Николай Платонович, заместитель руководителя Администрации президента Российской Федерации — начальник Главного контрольного управления президента Российской Федерации (11 августа 1998 г., № 947 — 5 октября 1998 г., № 1182)
- Лисов Евгений Кузьмич, заместитель руководителя Администрации президента Российской Федерации — начальник Главного контрольного управления президента Российской Федерации (14 октября 1998 г., № 1259 — 7 мая 2000 г., № 835; 4 июня 2000 г., № 1022 — 12 января 2004 г., № 11)
- Назаров Валерий Львович, заместитель руководителя Администрации ррезидента Российской Федерации — начальник Главного контрольного управления президента Российской Федерации (12 января 2004 г., № 12 — 12 марта 2004 г., № 349)
- Верютин Владимир Николаевич (сентябрь 2010 - 4 января 2014 года)[2]
- Титова Татьяна Анатольевна (21 ноября 2015 г.)

### Главное управление президента Российской Федерации по вопросам внутренней и внешней политики государства
Образовано Указом президента Российской Федерации от 29 января 1996 г. № 117.
Ликвидировано Указом президента Российской Федерации от 25 июля 1996 г. № 1101.
- Викторов Валерьян Николаевич, заместитель руководителя Администрации президента Российской Федерации — начальник Главного управления президента Российской Федерации по вопросам внутренней и внешней политики государства (31 января 1996 г., № 129 — 27 августа 1996 г., № 1271)

### Главное управление президента Российской Федерации по вопросам государственной службы и кадров
Образовано Указом президента Российской Федерации от 29 января 1996 г. № 117.
Ликвидировано Указом президента Российской Федерации от 25 июля 1996 г. № 1101.
- Антипов Владимир Серафимович, заместитель руководителя Администрации президента Российской Федерации — начальник Главного управления президента Российской Федерации по вопросам государственной службы и кадров (10 февраля 1996 г., № 170 — 18 октября 1996 г., № 1454)

### Главное управление президента Российской Федерации по вопросам конституционных гарантий прав граждан
Образовано Указом президента Российской Федерации от 29 января 1996 г. № 117.
Ликвидировано Указом президента Российской Федерации от 25 июля 1996 г. № 1101.

### Главное программно-аналитическое управление президента Российской Федерации
Образовано Указом президента Российской Федерации от 29 января 1996 г. № 117.
Ликвидировано Указом президента Российской Федерации от 25 июля 1996 г. № 1101.

### Главное управление президента Российской Федерации по региональной политике и местному самоуправлению
Указом президента Российской Федерации от 30 января 1999 г. № 163 образовано Главное управление президента Российской Федерации по региональной политике и местному самоуправлению на базе Территориального управления Президента Российской Федерации, Управления президента Российской Федерации по координации деятельности полномочных представителей президента Российской Федерации в регионах Российской Федерации, Управления президента Российской Федерации по вопросам местного самоуправления.
Указ президента Российской Федерации от 30 января 1999 г. № 163 в части образования Главного управления президента Российской Федерации по региональной политике и местному самоуправлению отменен Указом президента Российской Федерации от 5 апреля 1999 г. № 448.

### Главное территориальное управление президента Российской Федерации
Указом президента Российской Федерации от 3 июня 2000 г. № 1013 образовано Главное территориальное управление президента Российской Федерации на базе Территориального управления президента Российской Федерации, Управления президента Российской Федерации по координации деятельности полномочных представителей президента Российской Федерации в регионах Российской Федерации, Управления президента Российской Федерации по вопросам местного самоуправления.
Упразднено Указом президента Российской Федерации от 25 марта 2004 г. № 400.
- Самойлов Сергей Николаевич, начальник (4 июня 2000 г., № 1033 — 16 февраля 2001 г., № 183)
- Попов Андрей Анатольевич, начальник (16 февраля 2001 г., № 184 — 5 апреля 2004 г., № 477)

### Главное управление внутренней политики президента Российской Федерации
Указом президента Российской Федерации от 3 июня 2000 г. № 1013 образовано Главное управление внутренней политики президента Российской Федерации на базе Управления президента Российской Федерации по вопросам внутренней политики, Управления президента Российской Федерации по политическому планированию, Управления президента Российской Федерации по связям с общественностью и культуре.
Указом президента Российской Федерации от 25 марта 2004 г. № 400 в перечень самостоятельных подразделений Администрации президента Российской Федерации включено Управление президента Российской Федерации по внутренней политике.
- Попов Андрей Анатольевич, начальник (4 июня 2000 г., № 1031 — 16 февраля 2001 г., № 184)
- Косопкин Александр Сергеевич, начальник (16 февраля 2001 г., № 185 — 5 апреля 2004 г., № 476)
- Ярин Андрей Вениаминович, начальник (с 22 октября 2016 года)

#### Департамент по взаимодействию с институтами гражданского общества
- Коротаева Марика Валерьевна, руководитель (январь 2010 – октябрь 2015)
- Яна Лантратова, руководитель (с июня 2017)

## Главное управление при президенте Российской Федерации

### Главное управление казачьих войск при президенте Российской Федерации
Образовано Указом президента Российской Федерации от 20 января 1996 г. № 67.
Указом президента Российской Федерации от 16 апреля 1996 г. № 562 установлено, что Главное управление казачьих войск при президенте Российской Федерации имеет статус главного управления президента Российской Федерации.
Указом президента Российской Федерации от 12 февраля 1998 г. № 162 Главное управление казачьих войск при президенте Российской Федерации выведено из состава Администрации президента Российской Федерации, постановлено считать его государственным органом при президенте Российской Федерации (упразднено Указом президента Российской Федерации от 7 августа 1998 г. № 920).
- Семенов Анатолий Петрович, начальник (1 апреля 1996 г., № 462—1998 г.)

## Управления президента Российской Федерации

### Управление Протокола президента РСФСР
Указом президента РСФСР от 5 августа 1991 г. № 32 образовано Управление Протокола президента РСФСР.
Упразднено Указом президента Российской Федерации от 20 января 1992 г. № 27.
- Загайнов Юрий Георгиевич, заведующий Протоколом президента РСФСР (12 августа 1991 г., № 40 — 11 марта 1992 г., № 251)

### Государственно-правовое управление президента Российской Федерации
Указом президента РСФСР от 12 декабря 1991 г. № 268 образовано Государственно-правовое управление президента РСФСР.
Указом президента Российской Федерации от 29 января 1996 г. № 117 Государственно-правовое управление президента Российской Федерации переименовано в Главное государственно-правовое управление президента Российской Федерации.
Указом президента Российской Федерации от 25 марта 2004 г. № 400 в перечень самостоятельных подразделений Администрации президента Российской Федерации включено Государственно-правовое управление президента Российской Федерации.
- Шахрай Сергей Михайлович, начальник (27 декабря 1991 г., № 332 — 22 мая 1992 г.)
- Котенков Александр Алексеевич, начальник (22 мая 1992 г., № 520[3] — 16 декабря 1993 г., № 2141)
- Орехов Руслан Геннадьевич, начальник (18 декабря 1993 г., № 2205 — 31 января 1996 г., № 128)
- Брычёва Лариса Игоревна, помощник президента Российской Федерации — начальник Государственно-правового управления президента Российской Федерации (26 марта 2004 г., № 407 — 7 мая 2008 г.; с 13 мая 2008 г., № 764)

### Управление делами президента Российской Федерации
Распоряжением президента Российской Федерации от 15 ноября 1993 г. № 735-рп Главное социально-производственное управление Администрации президента Российской Федерации преобразовано в Управление делами президента Российской Федерации.
Указом президента Российской Федерации от 2 августа 1995 г. № 797 установлено, что Управление делами президента Российской Федерации является федеральным органом исполнительной власти.
Руководители:
- Бородин Павел Павлович (15 ноября 1993 года — 10 января 2000 года) — начальник ГСПУ с 20 августа 1993 года;

### Управление федеральной государственной службы президента Российской Федерации
Указом президента Российской Федерации от 12 февраля 1994 г. № 298 образовано Управление федеральной государственной службы президента Российской Федерации на базе секретариата Совета по кадровой политике при президенте Российской Федерации.
Реорганизовано Указом президента Российской Федерации от 29 января 1996 г. № 117.
- Курбатов Александр Михайлович, начальник (12 февраля 1994 г., № 298[4] — 1 сентября 1995 г., № 893)

### Финансово-бюджетное управление президента Российской Федерации
Образовано Указом президента Российской Федерации от 28 февраля 1994 г. № 392.
Реорганизовано Указом президента Российской Федерации от 29 января 1996 г. № 117.
- Московский Игорь Дмитриевич, начальник (28 февраля 1994 г., № 392 — 13 апреля 1996 г., № 535)

### Контрольное управление президента Российской Федерации
Указом президента Российской Федерации от 24 мая 1994 г. № 1015 Контрольное управление Администрации президента Российской Федерации преобразовано в Контрольное управление президента Российской Федерации.
Указом президента Российской Федерации от 29 января 1996 г. № 117 Контрольное управление президента Российской Федерации переименовано в Главное контрольное управление президента Российской Федерации.
Указом президента Российской Федерации от 25 марта 2004 г. № 400 в перечень самостоятельных подразделений Администрации президента Российской Федерации включено Контрольное управление президента Российской Федерации.
- Зайцев Владимир Яковлевич, начальник[5] (27 января 1995 г., № 76[6] — 14 февраля 1996 г., № 196)
- Беглов Александр Дмитриевич, помощник президента Российской Федерации — начальник Контрольного управления президента Российской Федерации (27 мая 2004 г., № 681 — 7 мая 2008 г.[7])
- Чуйченко Константин Анатольевич, помощник президента Российской Федерации — начальник Контрольного управления президента Российской Федерации (13 мая 2008 г., № 763 — 18 мая 2018 г., №229)

### Аналитическое управление президента Российской Федерации
Указом президента Российской Федерации от 24 апреля 1995 г. № 396 Аналитический центр при президенте Российской Федерации переименован в Аналитическое управление президента Российской Федерации.
Реорганизовано Указом президента Российской Федерации от 29 января 1996 г. № 117.
- Урнов Марк Юрьевич, начальник (11 мая 1995 г., № 220-рп — 13 мая 1996 г., № 238-рп)

### Управление президента Российской Федерации по работе с обращениями граждан и организаций
Указом президента Российской Федерации от 22 мая 1995 г. № 514 Отдел писем и приёма граждан Администрации президента Российской Федерации преобразован в Управление президента Российской Федерации по работе с обращениями граждан.
Реорганизовано Указом президента Российской Федерации от 29 января 1996 г. № 117.
Указом президента Российской Федерации от 2 октября 1996 г. № 1412 в перечень самостоятельных подразделений Администрации президента Российской Федерации включено Управление президента Российской Федерации по работе с обращениями граждан.
Указом президента Российской Федерации от 17 февраля 2010 г. № 201 Управление президента Российской Федерации по работе с обращениями граждан преобразовано в Управление президента Российской Федерации по работе с обращениями граждан и организаций.
- Миронов Михаил Алексеевич, начальник (22 мая 1995 г., № 232-рп — 1996 г.; 3 декабря 1996 г., № 563-рп — 7 мая 2000 г., № 835; 5 июня 2000 г., № 1043, переназначен 2 апреля 2004 г., № 472 — 7 мая 2008 г.)
- Михайловский Михаил Геннадьевич, начальник (3 июня 2009 г., № 618 — 26 февраля 2010 г., № 253)

### Управление протокола президента Российской Федерации
Указом президента Российской Федерации от 3 июля 1995 г. № 661 Служба Протокола Администрации президента Российской Федерации преобразована в Управление протокола президента Российской Федерации.
Упразднено Указом президента Российской Федерации от 25 марта 2004 г. № 400.
Указом президента Российской Федерации от 3 июня 2008 г. № 879 Протокольно-организационное управление президента Российской Федерации преобразовано в Управление протокола президента Российской Федерации.
- Семёнов Игорь Николаевич, начальник (21 апреля 1998 г., № 425 — 7 мая 2000 г., № 835; 5 июня 2000 г., № 1048 — 29 декабря 2001 г., № 1508)
- Меньшиков Виталий Витальевич, начальник Управления протокола президента Российской Федерации (21 марта 2002 г., № 296 — 4 ноября 2002 г., № 1288), первый заместитель руководителя протокола президента Российской Федерации — начальник Управления протокола президента Российской Федерации (4 ноября 2002 г., № 1288 — 5 апреля 2004 г., № 478)
- Соболев Сергей Александрович, начальник (3 июня 2008 г., № 880 — 9 июня 2012 г., № 789)
- Китаев Владислав Николаевич, начальник (с 9 июня 2012 г., № 790)

### Управление президента Российской Федерации — СекретариатСовета по внешней политике при президенте Российской Федерации
Образовано Указом президента Российской Федерации от 26 декабря 1995 г. № 1305.
Реорганизовано Указом президента Российской Федерации от 29 января 1996 г. № 117.
- Славин Владимир Николаевич, начальник (9 января 1996 г., № 11-рп — 1996 г.)

### Управление президента Российской Федерации по государственным наградам
Образовано Указом президента Российской Федерации от 12 мая 1996 г. № 691.
Упразднено Указом президента Российской Федерации от 25 марта 2004 г. № 400.
- Сивова Нина Алексеевна, начальник (12 мая 1996 г., № 691 — 7 мая 2000 г., № 835; 5 июня 2000 г., № 1042—2004 г.)

### Территориальное управление президента Российской Федерации
Образовано Указом Президента Российской Федерации от 13 августа 1996 г. № 1163.
Упразднено Указом Президента Российской Федерации от 30 января 1999 г. № 163.
Восстановлено Указом Президента Российской Федерации от 5 апреля 1999 г. № 448.
Ликвидировано Указом Президента Российской Федерации от 3 июня 2000 г. № 1013.
- Самойлов Сергей Николаевич, начальник (13 августа 1996 г., № 419-рп — 7 мая 2000 г., № 835)

### Управление президента Российской Федерации по вопросам взаимодействия с политическими партиями, общественными объединениями, фракциями и депутатами Федерального Собрания Российской Федерации
Образовано Указом Президента Российской Федерации от 13 августа 1996 г. № 1165.
Указами Президента Российской Федерации от 2 октября 1996 г. № 1412 и от 15 октября 1996 г. № 1440 Управление Президента Российской Федерации по вопросам взаимодействия с политическими партиями, общественными объединениями, фракциями и депутатами Федерального Собрания Российской Федерации переименовано в Управление Президента Российской Федерации по вопросам взаимодействия с политическими партиями, общественными объединениями, фракциями, депутатами Государственной Думы Федерального Собрания Российской Федерации.
- Логинов Андрей Викторович, начальник (13 августа 1996 г., № 421-рп — 1996 г.)

### Управление президента Российской Федерации по связям с общественностью
Образовано Указом Президента Российской Федерации от 14 сентября 1996 г. № 1356.
Указом Президента Российской Федерации от 30 января 1999 г. № 163 Управление Президента Российской Федерации по связям с общественностью преобразовано в Управление Президента Российской Федерации по связям с общественностью и культуре.
- Лесин Михаил Юрьевич, начальник (14 сентября 1996 г., № 468-рп — 10 марта 1997 г., № 65-рп)
- Маргелов Михаил Витальевич, начальник (14 мая 1997 г., № 186-рп — 7 апреля 1998 г., № 117-рп)
- Молчанов Денис Владимирович, начальник (25 мая 1998 г., № 578 — 9 февраля 1999 г., № 185)

### Управление кадровой политики президента Российской Федерации
Указом Президента Российской Федерации от 2 октября 1996 г. № 1412 в перечень самостоятельных подразделений Администрации Президента Российской Федерации включено Управление кадровой политики Президента Российской Федерации.
Упразднено Указом Президента Российской Федерации от 30 января 1999 г. № 163.
- Мацко Сергей Витальевич, начальник (7 октября 1996 г., № 492-рп — 15 декабря 1998 г., № 451-рп)
- Осипов Владимир Борисович, начальник (15 декабря 1998 г., № 1589 — 9 февраля 1999 г., № 184)

### Управление президента Российской Федерации по вопросам взаимодействия с политическими партиями, общественными объединениями, фракциями, депутатами Государственной Думы Федерального Собрания Российской Федерации
Указами Президента Российской Федерации от 2 октября 1996 г. № 1412 и от 15 октября 1996 г. № 1440 Управление Президента Российской Федерации по вопросам взаимодействия с политическими партиями, общественными объединениями, фракциями и депутатами Федерального Собрания Российской Федерации переименовано в Управление Президента Российской Федерации по вопросам взаимодействия с политическими партиями, общественными объединениями, фракциями, депутатами Государственной Думы Федерального Собрания Российской Федерации.
Указом Президента Российской Федерации от 18 августа 1997 г. № 898 Управление Президента Российской Федерации по вопросам взаимодействия с политическими партиями, общественными объединениями, фракциями, депутатами Государственной Думы Федерального Собрания Российской Федерации переименовано в Управление Президента Российской Федерации по вопросам внутренней политики.
- Логинов Андрей Викторович, начальник (1996 г. — 1 сентября 1997 г., № 959)

### Управление президента Российской Федерации по координации деятельности полномочных представителей президента Российской Федерации в субъектах Российской Федерации
Указом Президента Российской Федерации от 2 октября 1996 г. № 1412 в перечень самостоятельных подразделений Администрации Президента Российской Федерации включено Управление Президента Российской Федерации по координации деятельности полномочных представителей Президента Российской Федерации в субъектах Российской Федерации.
Указом Президента Российской Федерации от 1 сентября 1997 г. № 958 Управление Президента Российской Федерации по координации деятельности полномочных представителей Президента Российской Федерации в субъектах Российской Федерации переименовано в Управление Президента Российской Федерации по координации деятельности полномочных представителей в регионах Российской Федерации.
- Федоров Антон Юрьевич, начальник (1996—1997 гг.)

### Экономическое управление президента Российской Федерации
Образовано Указом Президента Российской Федерации от 16 апреля 1997 г. № 356.
Упразднено Указом Президента Российской Федерации от 25 марта 2004 г. № 400.
- Данилов-Данильян Антон Викторович, начальник (26 апреля 1997 г., № 158-рп — 7 мая 2000 г., № 835; 5 июня 2000 г., № 1040—2004 г.)

### Управление президента Российской Федерации по вопросам местного самоуправления
Указом Президента Российской Федерации от 29 мая 1997 г. № 531 Отдел Администрации Президента Российской Федерации по обеспечению деятельности Совета при Президенте Российской Федерации по местному самоуправлению преобразован в Управление Президента Российской Федерации по вопросам местного самоуправления.
Упразднено Указом Президента Российской Федерации от 30 января 1999 г. № 163.
Восстановлено Указом Президента Российской Федерации от 5 апреля 1999 г. № 448.
Ликвидировано Указом Президента Российской Федерации от 3 июня 2000 г. № 1013.
- Минц Борис Иосифович, начальник (29 мая 1997 г., № 531 — 4 января 2000 г., № 9)

### Управление президента Российской Федерации по вопросам внутренней политики
Указом Президента Российской Федерации от 18 августа 1997 г. № 898 Управление Президента Российской Федерации по вопросам взаимодействия с политическими партиями, общественными объединениями, фракциями, депутатами Государственной Думы Федерального Собрания Российской Федерации переименовано в Управление Президента Российской Федерации по вопросам внутренней политики.
Ликвидировано Указом президента Российской Федерации от 3 июня 2000 г. № 1013.
- Логинов Андрей Викторович, начальник (1 сентября 1997 г., № 959 — 1 февраля 2000 г., № 294)
- Попов Андрей Анатольевич, начальник (1 февраля 2000 г., № 295 — 7 мая 2000 г., № 835)

### Управление президента Российской Федерации по координации деятельности полномочных представителей президента Российской Федерации в регионах Российской Федерации
Указом Президента Российской Федерации от 1 сентября 1997 г. № 958 Управление Президента Российской Федерации по координации деятельности полномочных представителей Президента Российской Федерации в субъектах Российской Федерации переименовано в Управление Президента Российской Федерации по координации деятельности полномочных представителей в регионах Российской Федерации.
Упразднено Указом Президента Российской Федерации от 30 января 1999 г. № 163.
Восстановлено Указом Президента Российской Федерации от 5 апреля 1999 г. № 448.
Ликвидировано Указом Президента Российской Федерации от 3 июня 2000 г. № 1013.
- Федоров Антон Юрьевич, начальник (1997 г. — 7 мая 2000 г., № 835)

### Управление президента Российской Федерации по внешней политике
Образовано Указом Президента Российской Федерации от 19 сентября 1997 г. № 1039.
- Приходько Сергей Эдуардович, заместитель Руководителя Администрации Президента Российской Федерации — начальник Управления Президента Российской Федерации по внешней политике (2 февраля 1999 г., № 171 — 7 мая 2000 г., № 835; 4 июня 2000 г., № 1023 — 26 марта 2004 г., № 410)
- Манжосин Александр Леонидович, начальник (16 апреля 2004 г., № 542 — 7 мая 2008 г.; с 20 мая 2008 г., № 817, 30 июня 2012 г., № 916 — 29 сентября 2018 г., №554)
- Неверов Игорь Святославович (с 29 сентября 2018 г., №555)

### Управление информационного и документационного обеспечения президента Российской Федерации
Указом президента Российской Федерации от 12 февраля 1998 г. № 162 образовано Управление информационного и документационного обеспечения президента Российской Федерации на базе Управления делопроизводства Администрации президента Российской Федерации, Архива президента Российской Федерации, Отдела секретного делопроизводства Администрации президента Российской Федерации, Отдела специальной документальной связи Администрации президента Российской Федерации, Отдела информационных баз данных Администрации президента Российской Федерации, Отдела Администрации президента Российской Федерации по программно-техническому обеспечению, Библиотеки Администрации президента Российской Федерации.
- Шустицкий Юрий Семенович, начальник (21 февраля 1998 г., № 176 — 7 мая 2000 г., № 835; 5 июня 2000 г., № 1045, переназначен 2 апреля 2004 г., № 470 — 7 мая 2008 г.)
- Осипов Сергей Николаевич, начальник (с 23 июня 2008 г., № 987, переназначен 9 июня 2012 г., № 786)

### Управление президента Российской Федерации по вопросам гражданства
Указом Президента Российской Федерации от 12 февраля 1998 г. № 162 Отдел Администрации Президента Российской Федерации по обеспечению деятельности Комиссии по вопросам гражданства при Президенте Российской Федерации преобразован в Управление Президента Российской Федерации по вопросам гражданства.
Упразднено Указом Президента Российской Федерации от 25 марта 2004 г. № 400.
- Шумов Владимир Георгиевич, начальник (30 марта 1998 г., № 321 — 7 мая 2000 г., № 835; 5 июня 2000 г., № 1044—2004 г.)

### Управление пресс-службы президента Российской Федерации
Указом Президента Российской Федерации от 12 февраля 1998 г. № 162 Пресс-служба Президента Российской Федерации преобразована в Управление пресс-службы Президента Российской Федерации.
Упразднено Указом Президента Российской Федерации от 25 марта 2004 г. № 400.
- Громов Алексей Алексеевич, начальник (4 марта 1998 г., № 235 — Указом Президента Российской Федерации от 4 января 2000 г. № 12 назначен пресс-секретарем Президента Российской Федерации)
- Щеголев Игорь Олегович, начальник (4 января 2000 г., № 14 — 7 мая 2000 г., № 835; 5 июня 2000 г.. № 1039 — 29 декабря 2001 г., № 1507)
- Калмыков Михаил Вадимович, начальник (7 февраля 2002 г., № 153 — 4 ноября 2002 г., № 1289)
- Тимакова Наталья Александровна, первый заместитель пресс-секретаря Президента Российской Федерации — начальник Управления пресс-службы Президента Российской Федерации (4 ноября 2002 г., № 1290 — 9 апреля 2004 г., № 515)

### Управление президента Российской Федерации по вопросам казачества
Образовано Указом Президента Российской Федерации от 7 августа 1998 г. № 920.
Упразднено Указом Президента Российской Федерации от 25 февраля 2003 г. № 249.
- Дейнекин Петр Степанович, начальник (4 сентября 1998 г., № 1051 — 7 мая 2000 г., № 835; 5 июня 2000 г., № 1041 — 25 февраля 2003 г., № 248)

### Управление кадров президента Российской Федерации
Указом Президента Российской Федерации от 30 января 1999 г. № 163 образовано Управление кадров Президента Российской Федерации на базе Управления кадровой политики Президента Российской Федерации и Управления кадров Администрации Президента Российской Федерации.
Упразднено Указом Президента Российской Федерации от 25 марта 2004 г. № 400.
- Осипов Владимир Борисович, начальник (9 февраля 1999 г., № 184 — 7 мая 2000 г., № 835; 5 июня 2000 г., № 1038—2004 г.)

### Управление президента Российской Федерации по вопросам помилования
Указом Президента Российской Федерации от 30 января 1999 г. № 163 Управление Администрации Президента Российской Федерации по вопросам помилования преобразовано в Управление Президента Российской Федерации по вопросам помилования.
Упразднено Указом Президента Российской Федерации от 25 марта 2004 г. № 400.
- Цивилев Роберт Макарович, начальник (9 февраля 1999 г., № 186 — 7 мая 2000 г., № 835; 5 июня 2000 г., № 1046—2004 г.)

### Управление президента Российской Федерации по связям с общественностью и культуре
Указом Президента Российской Федерации от 30 января 1999 г. № 163 Управление Президента Российской Федерации по связям с общественностью преобразовано в Управление Президента Российской Федерации по связям с общественностью и культуре.
Ликвидировано Указом Президента Российской Федерации от 3 июня 2000 г. № 1013.
- Молчанов Денис Владимирович, начальник (9 февраля 1999 г., № 185 — 7 мая 2000 г., № 835)

### Управление президента Российской Федерации по политическому планированию
Образовано Указом Президента Российской Федерации от 8 июня 1999 г. № 723.
Ликвидировано Указом Президента Российской Федерации от 3 июня 2000 г. № 1013.
- Яник Андрей Александрович, начальник (1999—2000 гг.)

### Организационное управление президента Российской Федерации
Образовано Указом Президента Российской Федерации от 3 июня 2000 г. № 1013.
Упразднено Указом Президента Российской Федерации от 25 марта 2004 г. № 400.
- Чернов Валерий Алексеевич, начальник (5 июня 2000 г., № 1047—2004 г.)

### Экспертное управление президента Российской Федерации
Образовано Указом Президента Российской Федерации от 3 июня 2000 г. № 1013.
- Кордонский Симон Гдальевич, начальник (15 июля 2000 г., № 1319 — 1 апреля 2004 г., № 459)
- Дворкович Аркадий Владимирович, начальник (17 апреля 2004 г., № 544 — 7 мая 2008 г.[9])
- Ломакин-Румянцев Илья Вадимович, начальник (22 марта 2009 — 24 марта 2011 г., № 349)
- Юдаева Ксения Валентиновна, начальник (12 июля 2012 г., № 964 — 10 сентября 2013 г., № 705)
- Симоненко Владимир Александрович, начальник (с 11 сентября 2013 г., № 711)

### Информационное управление президента Российской Федерации
Образовано Указом Президента Российской Федерации от 17 марта 2001 г. № 299.
Упразднено Указом Президента Российской Федерации от 25 марта 2004 г. № 400.
- Поршнев Игорь Германович, начальник (18 апреля 2001 г., № 442—2004 г.)

### Протокольно-организационное управление президента Российской Федерации
Образовано Указом Президента Российской Федерации от 25 марта 2004 г. № 400.
Указом Президента Российской Федерации от 3 июня 2008 г. № 879 Протокольно-организационное управление Президента Российской Федерации преобразовано в Управление протокола Президента Российской Федерации.
- Ентальцева Марина Валентиновна, начальник (5 апреля 2004 г., № 479 — 7 мая 2008 г.[10])

### Управление президента Российской Федерации по внутренней политике
Указом президента Российской Федерации от 25 марта 2004 г. № 400 в перечень самостоятельных подразделений Администрации президента Российской Федерации включено Управление президента Российской Федерации по внутренней политике.
- Попов Андрей Анатольевич, начальник (5 апреля 2004 г., № 477 — 20 марта 2006 г., № 229)
- Говорун Олег Маркович, начальник (20 марта 2006 г., № 230 — 7 мая 2008 г.; 19 мая 2008 г., № 807 — 6 сентября 2011 г., № 1163)
- Костин Константин Николаевич, начальник (12 сентября 2011 г., № 1188 — 25 мая 2012 г., № 739)
- Морозов Олег Викторович, начальник (25 мая 2012 г., № 740 — 23 марта 2015 г., № 149)
- Воронова Татьяна Геннадьевна, начальник (с 23 марта 2015 г., № 150 — 22 октября 2016 г., № 560)
- Андрей Вениаминович Ярин, начальник (с 22 октября 2016 г., № 561 — настоящее время)

### Управление президента Российской Федерации по вопросам государственной службы
Образовано Указом Президента Российской Федерации от 25 марта 2004 г. № 400.
Указом Президента Российской Федерации от 15 октября 2009 г. № 1162 Управление Президента Российской Федерации по кадровым вопросам и государственным наградам и Управление Президента Российской Федерации по вопросам государственной службы преобразованы в Управление Президента Российской Федерации по вопросам государственной службы и кадров и Управление Президента Российской Федерации по государственным наградам.
- Карлин Александр Богданович, начальник (8 апреля 2004 г., № 510 — 25 августа 2005 г., № 1018 от 31 августа 2005 г.)
- Дубик Сергей Николаевич, начальник (9 ноября 2005 г., № 1280 — 7 мая 2008 г.; 19 мая 2008 г., № 808 — 15 октября 2009 г., № 1163)

### Управление президента Российской Федерации по кадровым вопросам и государственным наградам
Образовано Указом Президента Российской Федерации от 25 марта 2004 г. № 400.
Указом Президента Российской Федерации от 15 октября 2009 г. № 1162 Управление Президента Российской Федерации по кадровым вопросам и государственным наградам и Управление Президента Российской Федерации по вопросам государственной службы преобразованы в Управление Президента Российской Федерации по вопросам государственной службы и кадров и Управление Президента Российской Федерации по государственным наградам.
- Осипов Владимир Борисович, начальник (2 апреля 2004 г., № 469 — 7 мая 2008 г.; 19 мая 2008 г., № 806 — 15 октября 2009 г., № 1164)

### Управление президента Российской Федерации по обеспечению конституционных прав граждан
Образовано Указом Президента Российской Федерации от 25 марта 2004 г. № 400.
- Жуйков Дмитрий Сергеевич, начальник (2 апреля 2004 г., № 471 — 7 мая 2008 г.; с 19 мая 2008 г., № 809, переназначен 5 июня 2012 г., № 769)

### Управление пресс-службы и информации Президента Российской Федерации
Образовано Указом Президента Российской Федерации от 25 марта 2004 г. № 400.
- Тимакова Наталья Александровна, начальник (9 апреля 2004 г., № 515 — 7 мая 2008 г.[11])
- Цыбулин Андрей Михайлович, начальник (с 29 мая 2008 г., № 858, переназначен 18 июня 2012 г., № 875)

### Управление президента Российской Федерации по межрегиональным и культурным связям с зарубежными странами
Образовано Указом Президента Российской Федерации от 22 февраля 2005 г. № 198.
- Колеров Модест Алексеевич, начальник (21 марта 2005 г., № 313 — 22 октября 2007 г., № 1395)
- Цветков Николай Борисович, начальник (22 октября 2007 г., № 1396 — 7 мая 2008 г.)
- Винокуров Сергей Юрьевич, начальник (3 июля 2008 г., № 1033 — 27 апреля 2012 г., № 520)
- Чернов Владимир Александрович, начальник (с 27 апреля 2012 г., № 521, переназначен 9 июня 2012 г., № 791)

### Управление президента Российской Федерации по обеспечению деятельностиГосударственного совета Российской Федерации
Образовано Указом Президента Российской Федерации от 23 июня 2008 г. № 992.
- Скороспелов Петр Петрович, начальник (23 июня 2008 г., № 993 — 30 июня 2012 г., № 914)
- Брюханов Михаил Дмитриевич, начальник (с 12 июля 2012 г., № 962)

### Управление президента Российской Федерации по вопросам государственной службы и кадров
Указом Президента Российской Федерации от 15 октября 2009 г. № 1162 Управление Президента Российской Федерации по кадровым вопросам и государственным наградам и Управление Президента Российской Федерации по вопросам государственной службы преобразованы в Управление Президента Российской Федерации по вопросам государственной службы и кадров и Управление Президента Российской Федерации по государственным наградам.
- Дубик Сергей Николаевич, начальник (15 октября 2009 г., № 1163 — 18 июня 2012 г., № 871)
- Кикоть Владимир Яковлевич, начальник (18 июня 2012 г., № 873 — умер 12 августа 2013 г.)
- Федоров Антон Юрьевич, начальник (с 11 сентября 2013 г., № 712)
- Травников Максим Александрович (с 10 октября 2019 г., № 488)[12]

### Управление президента Российской Федерации по государственным наградам
Указом Президента Российской Федерации от 15 октября 2009 г. № 1162 Управление Президента Российской Федерации по кадровым вопросам и государственным наградам и Управление Президента Российской Федерации по вопросам государственной службы преобразованы в Управление Президента Российской Федерации по вопросам государственной службы и кадров и Управление Президента Российской Федерации по государственным наградам.
- Осипов Владимир Борисович, начальник (с 15 октября 2009 г., № 1164, переназначен 5 июня 2012 г., № 768)

### Управление президента Российской Федерации по работе с обращениями граждан и организаций
Указом президента Российской Федерации от 17 февраля 2010 г. № 201 Управление президента Российской Федерации по работе с обращениями граждан преобразовано в Управление президента Российской Федерации по работе с обращениями граждан и организаций.
- Михайловский Михаил Геннадьевич, начальник (с 26 февраля 2010 г., № 253, переназначен 9 июня 2012 г., № 787)

### Управление президента Российской Федерации по приграничному сотрудничеству
Образовано Указом Президента Российской Федерации от 9 июня 2012 г. № 792.
Преобразовано из Управление Президента Российской Федерации по социально-экономическому сотрудничеству с государствами-участниками Содружества Независимых Государств, Республикой Абхазия и Республикой Южная Осетия указом президента от 2 октября 2018 года №559  
- Воронин Юрий Викторович, начальник (9 июня 2012 г., № 793 — 30 сентября 2013 г., № 738)
- Говорун Олег Маркович, начальник (с 11 октября 2013 г., № 773) (с 2 октября 2018г., №560)
- Филатов Алексей Евгеньевич, начальник (с 17 апреля 2019 г., №117)

### Управление президента Российской Федерации по общественным связям и коммуникациям
Образовано Указом Президента Российской Федерации от 18 июня 2012 г., № 876.
- Смирнов Александр Юрьевич, начальник (с 18 июня 2012 г., № 877)

### Управление президента Российской Федерации по научно-образовательной политике
Образовано Указом Президента Российской Федерации от 25 июня 2012 г. № 882.
- Хлунов Александр Витальевич, начальник (30 июня 2012 г., № 915 — 16 декабря 2013 г., № 918)
- Биленкина Инна Петровна, начальник (с 23 апреля 2014 г., № 278)

### Управление президента Российской Федерации по применению информационных технологий и развитию электронной демократии
Образовано Указом Президента Российской Федерации от 30 июня 2012 г. № 918.
- Липов Андрей Юрьевич, начальник (с 12 июля 2012 г., № 963)

### Управление президента Российской Федерации по общественным проектам
Образовано Указом Президента Российской Федерации от 20 октября 2012 г. № 1416.
- Зенькович Павел Станиславович, начальник (20 октября 2012 г., № 1417 — 31 января 2017 г. №41)
- Новиков Сергей Геннадьевич, начальник (с 31 января 2017 г., №40)

### Управление президента Российской Федерации по вопросам противодействия коррупции
Образовано Указом Президента Российской Федерации от 3 декабря 2013 г. № 878.
- Плохой Олег Анатольевич, начальник (3 декабря 2013 г., № 879 — 27 сентября 2017)
- Чоботов, Андрей Сергеевич, начальник (с 27 сентября 2017 ?)

## Главное управление Администрации Президента Российской Федерации

### Главное социально-производственное управление Администрации Президента Российской Федерации
Указом Президента Российской Федерации от 22 февраля 1993 г. № 273 Главное социально-производственное управление Президента Российской Федерации преобразовано в Главное социально-производственное управление Администрации Президента Российской Федерации.
Распоряжением Президента Российской Федерации от 15 ноября 1993 г. № 735-рп Главное социально-производственное управление Администрации Президента Российской Федерации преобразовано в Управление делами Президента Российской Федерации.
- Морщаков Фёдор Михайлович, начальник (1 апреля 1993 г., № 213-рп — 20 августа 1993 г, № 583-рп)
- Бородин Павел Павлович, исполняющий обязанности начальника (с 20 августа 1993 г., № 584-рп), начальник (15 сентября 1993 г., № 634-рп — распоряжением Президента Российской Федерации от 15 ноября 1993 г. № 735-рп назначен Управляющим делами Президента Российской Федерации)

## Управления Администрации Президента Российской Федерации

### Контрольное управление Администрации Президента Российской Федерации
Указом Президента РСФСР от 19 июля 1991 г. № 13 образовано Контрольное управление Администрации Президента РСФСР.
Указом Президента Российской Федерации от 24 мая 1994 г. № 1015 Контрольное управление Администрации Президента Российской Федерации преобразовано в Контрольное управление Президента Российской Федерации.
- Махарадзе Валерий Антонович, Главный Государственный инспектор РСФСР — начальник Контрольного управления Администрации Президента РСФСР/Главный государственный инспектор Российской Федерации — начальник Контрольного управления Администрации Президента Российской Федерации (14 августа 1991 г., № 45 — 2 марта 1992 г., № 229)
- Болдырев Юрий Юрьевич, Главный государственный инспектор Российской Федерации — начальник Контрольного управления Администрации Президента Российской Федерации (2 марта 1992 г., № 230 — 4 марта 1993 г., № 330)
- Ильюшенко Алексей Николаевич, начальник Контрольного управления Администрации Президента Российской Федерации (18 марта 1993 г., № 372 — 26 февраля 1994 г., № 390)

### Управление Делами Администрации Президента РСФСР
Указом Президента РСФСР от 19 июля 1991 г. № 13 образовано Управление Делами Администрации Президента РСФСР на базе Управления Делами Совета Министров РСФСР.
Упразднено распоряжением Президента Российской Федерации от 2 марта 1992 г. № 123-рп.
- Третьяков Александр Иванович, Управляющий Делами Администрации Президента РСФСР (5 августа 1991 г., № 50[13] — 18 ноября 1991 г., № 218)

### Пятое управление Администрации Президента Российской Федерации
Распоряжением Президента РСФСР от 7 сентября 1991 г. № 36-рп Пятое управление подчинено непосредственно руководителю Администрации Президента РСФСР (ранее Указом Президента РСФСР от 5 августа 1991 г. № 32 Пятое управление Управления Делами Совета Министров РСФСР включено в состав Управления Делами Администрации Президента РСФСР).
Распоряжением Президента Российской Федерации с 24 сентября 1992 г. Пятое управление Администрации Президента Российской Федерации преобразовано в Управление планирования и реализации специальных программ Администрации Президента Российской Федерации.
- Петрушкин Виктор Федорович, начальник (1991—1992 гг.)

### Хозяйственное управление Администрации Президента Российской Федерации
Распоряжением Президента РСФСР от 7 сентября 1991 г. № 36-рп Хозяйственное управление подчинено непосредственно руководителю Администрации Президента РСФСР (ранее Указом Президента РСФСР от 5 августа 1991 г. № 32 Хозяйственное управление Управления Делами Совета Министров РСФСР передано Управлению Делами Администрации Президента РСФСР).
Распоряжением Президента Российской Федерации от 14 января 1993 г. № 29-рп образовано Главное социально-производственное управление Президента Российской Федерации на базе Хозяйственного управления Администрации Президента Российской Федерации.
Указом Президента Российской Федерации от 30 января 1999 г. № 163 Административно-хозяйственное управление Администрации Президента Российской Федерации преобразовано в Хозяйственное управление Администрации Президента Российской Федерации.
Упразднено Указом Президента Российской Федерации от 1 февраля 2000 г. № 298.
- Прошин Юрий Александрович, начальник (1991—1992 гг.)
- Морщаков Федор Михайлович, начальник (1992—1993 гг.)
- Васягин Вячеслав Петрович, начальник (1999 г. — 4 января 2000 г., № 10)
- Стрелков Александр Александрович, начальник (4 января 2000 г., № 11 — 2000 г.)

### Управление делопроизводства Администрации Президента Российской Федерации
Образовано распоряжением Президента Российской Федерации от 2 марта 1992 г. № 123-рп на базе Общего отдела Управления Делами Администрации Президента Российской Федерации.
Указом Президента Российской Федерации от 16 декабря 1994 г. № 2181 образовано Управление информатизации и документационного обеспечения Администрации Президента Российской Федерации на базе Управления информационно-технологических систем Администрации Президента Российской Федерации, Управления делопроизводства Администрации Президента Российской Федерации, Отдела секретного делопроизводства Администрации Президента Российской Федерации и Отдела оперативных работ Администрации Президента Российской Федерации.
Образовано Указом Президента Российской Федерации от 29 января 1996 г. № 117.
Упразднено Указом Президента Российской Федерации от 12 февраля 1998 г. № 162.
- Матвеенко Владимир Анатольевич, начальник (7 сентября 1992 г., № 490-рп — ?)
- Шустицкий Юрий Семенович, начальник (1996—1998 гг.)

### Управление кадров Администрации Президента Российской Федерации
Образовано, вероятно, распоряжением Президента Российской Федерации от 6 июня 1992 г. № 292-рп.
Реорганизовано Указом Президента Российской Федерации от 29 января 1996 г. № 117.
Образовано Указом Президента Российской Федерации от 13 августа 1996 г. № 1166.
Упразднено Указом Президента Российской Федерации от 30 января 1999 г. № 163.
- Румянцев Дмитрий Дмитриевич, начальник (? — 19 октября 1995 г., № 465-рп)
- Романов Вячеслав Иванович, начальник (13 августа 1996 г., № 420-рп — 17 февраля 1999 г., № 179)

### Управление информационных ресурсов Администрации Президента Российской Федерации
Распоряжением Президента Российской Федерации от 7 сентября 1992 г. № 494-рп Бюро по информационному обеспечению Администрации Президента Российской Федерации преобразовано в Управление информационных ресурсов Администрации Президента Российской Федерации.
Упразднено Указом Президента Российской Федерации от 21 февраля 1994 г. № 361.
- Куприяновский Василий Павлович, начальник (7 сентября 1992 г., № 494-рп — 21 февраля 1994 г., № 88-рп)

### Управление планирования и реализации специальных программ Администрации Президента Российской Федерации
Распоряжением Президента Российской Федерации с 24 сентября 1992 г. Пятое управление Администрации Президента Российской Федерации преобразовано в Управление планирования и реализации специальных программ Администрации Президента Российской Федерации.
Указом Президента Российской Федерации от 5 января 1994 г. Управление планирования и реализации специальных программ Администрации Президента Российской Федерации преобразовано в Главное управление специальных программ Президента Российской Федерации.
- Петрушкин Виктор Федорович, начальник (1992—1994 гг.)

### Управление Администрации Президента Российской Федерации по работе с территориями, представителями Президента Российской Федерации, связям с Верховным Советом Российской Федерации
Образовано Указом Президента Российской Федерации от 22 февраля 1993 г. № 273.
Указом Президента Российской Федерации от 7 марта 1994 г. № 456 Управление Администрации Президента Российской Федерации по работе с территориями, представителями Президента Российской Федерации, связям с Верховным Советом Российской Федерации преобразовано в Управление Администрации Президента Российской Федерации по работе с территориями.
- Веретенников Геннадий Владимирович, начальник (25 марта 1993 г., № 397 — 13 сентября 1993 г., № 1362)
- Медведев Николай Павлович, начальник (13 сентября 1993 г., № 1363—1994 г.)

### Управление информационного обеспечения Администрации Президента Российской Федерации
Образовано Указом Президента Российской Федерации от 4 марта 1994 г. № 449.
Указом Президента Российской Федерации от 22 ноября 1994 г. № 2096 образовано Информационное управление Администрации Президента Российской Федерации на базе Управление информационного обеспечения Администрации Президента Российской Федерации, Пресс-службы Президента Российской Федерации и Центра оперативной информации Администрации Президента Российской Федерации.
- Филиппов Петр Сергеевич, начальник (4 марта 1994 г., № 449 — 27 мая 1994 г., № 1086)
- Носовец Сергей Анатольевич, начальник (12 июля 1994 г., № 372-рп — 31 марта 1995 г., № 152-рп)

### Управление Администрации Президента Российской Федерации по работе с территориями
Указом Президента Российской Федерации от 7 марта 1994 г. № 456 Управление Администрации Президента Российской Федерации по работе с территориями, представителями Президента Российской Федерации, связям с Верховным Советом Российской Федерации преобразовано в Управление Администрации Президента Российской Федерации по работе с территориями.
Реорганизовано Указом Президента Российской Федерации от 29 января 1996 г. № 117.
- Казаков Александр Иванович, начальник (20 июня 1994 г., № 1290 — 25 января 1996 г., № 87)

### Управление по вопросам гражданства Администрации Президента Российской Федерации
Указом Президента Российской Федерации от 17 марта 1994 г. № 550 создано Управление по вопросам гражданства Администрации Президента Российской Федерации на базе отдела по вопросам гражданства Администрации Президента Российской Федерации.
Реорганизовано Указом Президента Российской Федерации от 29 января 1996 г. № 117.
- Микитаев Абдулах Касбулатович, начальник (17 марта 1994 г., № 550[16] — 1996 г.)

### Управление информационно-технологических систем Администрации Президента Российской Федерации
Образовано Указом Президента Российской Федерации от 27 июня 1994 г. № 1335.
Указом Президента Российской Федерации от 16 декабря 1994 г. № 2181 образовано Управление информатизации и документационного обеспечения Администрации Президента Российской Федерации на базе Управления информационно-технологических систем Администрации Президента Российской Федерации, Управления делопроизводства Администрации Президента Российской Федерации, Отдела секретного делопроизводства Администрации Президента Российской Федерации и Отдела оперативных работ Администрации Президента Российской Федерации.
- Левченко Владимир Александрович, начальник (27 июня 1994 г., № 1335—1994 г.)

### Управление Администрации Президента Российской Федерации по взаимодействию с политическими партиями, общественными объединениями, фракциями и депутатами палат Федерального Собрания
Образовано Указом Президента Российской Федерации от 23 августа 1994 г. № 1724.
Реорганизовано Указом Президента Российской Федерации от 29 января 1996 г. № 117.
- Логинов Андрей Викторович, начальник (23 августа 1994 г., № 1724—1996 г.)

### Информационное управление Администрации Президента Российской Федерации
Указом Президента Российской Федерации от 22 ноября 1994 г. № 2096 образовано Информационное управление Администрации Президента Российской Федерации на базе Управление информационного обеспечения Администрации Президента Российской Федерации, Пресс-службы Президента Российской Федерации и Центра оперативной информации Администрации Президента Российской Федерации.
Реорганизовано Указом Президента Российской Федерации от 29 января 1996 г. № 117.
- Носовец Сергей Анатольевич, начальник (31 марта 1995 г.. № 152-рп — 29 апреля 1996 г., № 211-рп)

### Управление информатизации и документационного обеспечения Администрации Президента Российской Федерации
Указом Президента Российской Федерации от 16 декабря 1994 г. № 2181 образовано Управление информатизации и документационного обеспечения Администрации Президента Российской Федерации на базе Управления информационно-технологических систем Администрации Президента Российской Федерации, Управления делопроизводства Администрации Президента Российской Федерации, Отдела секретного делопроизводства Администрации Президента Российской Федерации и Отдела оперативных работ Администрации Президента Российской Федерации.
Реорганизовано Указом Президента Российской Федерации от 29 января 1996 г. № 117.
- Левченко Владимир Александрович, начальник (16 декабря 1994 г., № 638-рп — 13 апреля 1996 г., № 186-рп)

### Управление Администрации Президента Российской Федерации по координации деятельности полномочных представителей Президента Российской Федерации в субъектах Российской Федерации
Образовано Указом Президента Российской Федерации от 16 марта 1996 г. № 384.
Указом Президента Российской Федерации от 2 октября 1996 г. № 1412 в перечень самостоятельных подразделений Администрации Президента Российской Федерации включено Управление Президента Российской Федерации по координации деятельности полномочных представителей Президента Российской Федерации в субъектах Российской Федерации.
- Федоров Антон Юрьевич, начальник (6 сентября 1996 г., № 461-рп — 1996 г.)

### Организационное управление Администрации Президента Российской Федерации
Указом Президента Российской Федерации от 18 марта 1996 г. № 387 Организационный отдел Администрации Президента Российской Федерации преобразован в Организационное управление Администрации Президента Российской Федерации.
Указом Президента Российской Федерации от 3 июня 2000 г. № 1013 образовано Организационное управление Президента Российской Федерации.
- Чернов Валерий Алексеевич, начальник (1996—2000 гг.)

### Управление Администрации Президента Российской Федерации по вопросам помилования
Образовано Указом Президента Российской Федерации от 13 августа 1996 г. № 1164.
Указом Президента Российской Федерации от 30 января 1999 г. № 163 Управление Администрации Президента Российской Федерации по вопросам помилования преобразовано в Управление Президента Российской Федерации по вопросам помилования.
- Иванушкин Евгений Алексеевич, начальник (?)
- Митюков Михаил Алексеевич, начальник (1998 г.)
- Цивилев Роберт Макарович, начальник (1998—1999 гг.)

### Административно-хозяйственное управление Администрации Президента Российской Федерации
Образовано Указами Президента Российской Федерации от 2 октября 1996 г. № 1412 и от 4 октября 1996 г. № 1422.
Указом Президента Российской Федерации от 30 января 1999 г. № 163 Административно-хозяйственное управление Администрации Президента Российской Федерации преобразовано в Хозяйственное управление Администрации Президента Российской Федерации.
- Васягин Вячеслав Петрович, начальник (4 октября 1996 г., № 490-рп — 1999 г.)

### Управление Администрации Президента Российской Федерации по обеспечению деятельности Совета по судебной реформе при Президенте Российской Федерации
Образовано Указом Президента Российской Федерации от 31 июля 1997 г. № 811.
Указом Президента Российской Федерации от 14 октября 1997 г. № 1115 Управление Администрации Президента Российской Федерации по обеспечению деятельности Совета по судебной реформе при Президенте Российской Федерации переименовано в Управление Администрации Президента Российской Федерации по обеспечению деятельности Совета при Президенте Российской Федерации по вопросам совершенствования правосудия.

### Управление Администрации Президента Российской Федерации по обеспечению деятельности Совета при Президенте Российской Федерации по вопросам совершенствования правосудия
Указом Президента Российской Федерации от 14 октября 1997 г. № 1115 Управление Администрации Президента Российской Федерации по обеспечению деятельности Совета по судебной реформе при Президенте Российской Федерации переименовано в Управление Администрации Президента Российской Федерации по обеспечению деятельности Совета при Президенте Российской Федерации по вопросам совершенствования правосудия.
Упразднено Указом Президента Российской Федерации от 30 января 1999 г. № 163.
- Зенкин Сергей Анатольевич, начальник (?)

### Управление Администрации Президента Российской Федерации по обеспечению деятельности полномочных представителей Президента Российской Федерации в федеральных органах государственной власти
Указом Президента Российской Федерации от 12 февраля 1998 г. № 162 образовано Управление Администрации Президента Российской Федерации по обеспечению деятельности полномочных представителей Президента Российской Федерации в федеральных органах государственной власти на базе Отдела Администрации Президента Российской Федерации по обеспечению деятельности полномочного представителя Президента Российской Федерации в Конституционном Суде Российской Федерации, Отдела Администрации Президента Российской Федерации по обеспечению деятельности полномочного представителя Президента Российской Федерации в Государственной Думе Федерального Собрания Российской Федерации, Отдела Администрации Президента Российской Федерации по обеспечению деятельности полномочного представителя Президента Российской Федерации в Совете Федерации Федерального Собрания Российской Федерации, Отдела Администрации Президента Российской Федерации по обеспечению деятельности Комиссии при Президенте Российской Федерации по подготовке договоров о разграничении предметов ведения и полномочий между федеральными органами государственной власти и органами государственной власти субъектов Российской Федерации.
Упразднено Указом Президента Российской Федерации от 30 января 1999 г. № 163.
- Яник Андрей Александрович, начальник (1998—1999 гг.)

### Управление Администрации Президента Российской Федерации по обеспечению деятельности совещательных и консультативных органов при Президенте Российской Федерации
Указом Президента Российской Федерации от 12 февраля 1998 г. № 162 образовано Управление Администрации Президента Российской Федерации по обеспечению деятельности совещательных и консультативных органов при Президенте Российской Федерации на базе Отдела Администрации Президента Российской Федерации по обеспечению деятельности Комиссии при Президенте Российской Федерации по Государственным премиям Российской Федерации в области литературы и искусства, Отдела Администрации Российской Федерации по обеспечению деятельности Комиссии по правам человека при Президенте Российской Федерации, Отдела Администрации Президента Российской Федерации по обеспечению деятельности Комиссии при Президенте Российской Федерации по реабилитации жертв политических репрессий, Отдела Администрации Президента Российской Федерации по обеспечению деятельности Комиссии при Президенте Российской Федерации по военнопленным, интернированным и пропавшим без вести, рабочего аппарата (секретариата) Судебной палаты по информационным спорам при Президенте Российской Федерации.
Упразднено Указом Президента Российской Федерации от 30 января 1999 г. № 163.
- Шаповалов Сергей Александрович, начальник (?)

## Аппараты

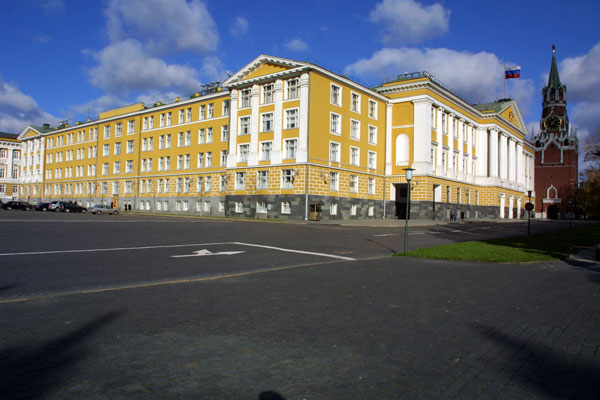
В 14-м корпусе Кремля был расположен ряд аппаратов и управлений Администрации

Аппарат Правительства Российской Федерации
Указом президента РСФСР от 6 ноября 1991 г. № 172 на базе отраслевых отделов Управления делами Администрации Президента РСФСР, аппаратов Председателя Совета Министров РСФСР и его заместителей сформирован аппарат Правительства РСФСР, который был включен в качестве самостоятельного структурного подразделения в администрацию президента РСФСР.
Указом президента Российской Федерации от 4 февраля 1993 г. № 180 в связи с принятием Закона Российской Федерации от 22 декабря 1992 г. № 4174-I «О Совете Министров — Правительстве Российской Федерации» соответствующий пункт указа президента РСФСР от 6 ноября 1991 г. № 172 признан утратившим силу.
- Бурбулис, Геннадий Эдуардович, руководитель как первый заместитель председателя правительства (6 ноября 1991 г., № 172 — де-факто 11 ноября 1991 г. в связи с назначением Головкова)
- Головков Алексей Леонардович, руководитель (11 ноября 1991 г., № 307 — 10 января 1993 г., № 1)

Аппарат Совета безопасности Российской Федерации
Положением о Совете безопасности Российской Федерации, утвержденным указом президента Российской Федерации от 3 июня 1992 г. № 547, установлено, что аппарат Совета безопасности Российской Федерации является самостоятельным структурным подразделением администрации президента Российской Федерации (признано утратившим силу указом президента Российской Федерации от 1 августа 1996 г. № 1128).
Положениями об аппарате Совета безопасности Российской Федерации, утвержденными указом президента Российской Федерации от 1 августа 1996 г. № 1128 (признано утратившим силу указом президента Российской Федерации от 28 марта 1998 г. № 294) и указом президента Российской Федерации от 28 марта 1998 г. № 294 (признано утратившим силу указом президента Российской Федерации от 7 июня 2004 г. № 726) установлено, что аппарат Совета безопасности Российской Федерации является самостоятельным подразделением администрации президента Российской Федерации и имеет статус главного управления президента Российской Федерации.
Указом президента Российской Федерации от 25 марта 2004 г. № 400 в перечень самостоятельных подразделений администрации президента Российской Федерации включен аппарат Совета безопасности Российской Федерации (на правах управления).
Аппараты советников президента Российской Федерации
Положением о советнике президента Российской Федерации, утвержденным распоряжением президента Российской Федерации от 25 сентября 1992 г. № 542-рп, установлено, что в целях эффективного выполнения возложенных на советника функций, а также обеспечения деятельности образованных им рабочих групп советник имеет аппарат.
Указом президента Российской Федерации от 22 февраля 1993 г. № 273 аппараты советников президента Российской Федерации упразднены.
Рабочий аппарат Экспертного совета при президенте Российской Федерации
Указом президента Российской Федерации от 22 февраля 1993 г. № 273 образован рабочий аппарат Экспертного совета при президенте Российской Федерации на базе Группы экспертов президента Российской Федерации и Секретариата Председателя Экспертного совета при президенте Российской Федерации.
Указом президента Российской Федерации от 24 июня 1993 г. № 947 Экспертный совет при президенте Российской Федерации преобразован в Экспертный совет при Совете Министров — Правительстве Российской Федерации.
Рабочий аппарат Координационного комитета по физической культуре и спорту при президенте Российской Федерации
Указом президента Российской Федерации от 24 февраля 1993 г. № 278 для организационно-технического обеспечения работы Координационного комитета по физической культуре и спорту при президенте Российской Федерации в структуре администрации президента Российской Федерации создан его рабочий аппарат.
Указом президента Российской Федерации от 22 декабря 1995 г. № 1284 Координационный комитет по физической культуре и спорту при президенте Российской Федерации преобразован в Координационный комитет по физической культуре, спорту и туризму при президенте Российской Федерации.
Указом президента Российской Федерации от 29 января 1996 г. № 117 рабочий аппарат бывшего Координационного комитета по физической культуре и спорту при президенте Российской Федерации реорганизован.
Рабочий аппарат Совета при президенте Российской Федерации по экологической политике
Распоряжением президента Российской Федерации от 7 апреля 1993 г. № 219-рп в составе администрации президента Российской Федерации образован рабочий аппарат Совета при президенте Российской Федерации по экологической политике.
Указом президента Российской Федерации от 29 декабря 1993 г. № 2314 признано утратившим силу распоряжение президента Российской Федерации от 28 декабря 1992 г. № 828-рп, которым утверждено Положение о Совете при президенте Российской Федерации по экологической политике.
Рабочий аппарат полномочного представителя президента Российской Федерации в Межпарламентской Ассамблее государств-участников Содружества Независимых Государств
Указом президента Российской Федерации от 23 февраля 1994 г. № 382 установлено, что для обеспечения деятельности полномочного представителя президента Российской Федерации в Межпарламентской Ассамблее государств-участников Содружества Независимых Государств образуется рабочий аппарат, входящий в состав структуры администрации президента Российской Федерации.
В перечне самостоятельных подразделений администрации президента Российской Федерации, утвержденном Указом президента Российской Федерации от 2 октября 1996 г. № 1412, не значится.
Рабочий аппарат представителя президента Российской Федерации в государственной компании «Росвооружение» 
Указом президента Российской Федерации от 4 марта 1994 г. № 450 образован рабочий аппарат представителя президента Российской Федерации в государственной компании «Росвооружение», действующий на правах отдела администрации президента Российской Федерации.
В перечне самостоятельных подразделений администрации президента Российской Федерации, утвержденном Указом президента Российской Федерации от 2 октября 1996 г. № 1412, не значится.
Рабочий аппарат полномочного представителя президента Российской Федерации в Федеральном Собрании
Образован распоряжением президента Российской Федерации от 30 марта 1994 г. № 163-рп.
Указом президента Российской Федерации от 3 декабря 1994 г. № 2147 рабочий аппарат полномочного представителя президента Российской Федерации в Федеральном Собрании включен в состав Государственно-правового управления президента Российской Федерации.
Рабочий аппарат Совета по социальной политике при президенте Российской Федерации
Указом президента Российской Федерации от 19 мая 1994 г. № 1000 в составе администрации президента Российской Федерации образован рабочий аппарат Совета по социальной политике при президенте Российской Федерации.
Указом президента Российской Федерации от 8 июля 1995 г. № 686 Совет по социальной политике при президенте Российской Федерации упразднен.
Рабочий аппарат Совета по делам молодежи при президенте Российской Федерации
Положением о Совете по делам молодежи при президенте Российской Федерации, утвержденным распоряжением президента Российской Федерации от 10 июня 1994 г. № 295-рп, установлено, что обеспечение деятельности Совета осуществляет его рабочий аппарат, входящий в состав администрации президента Российской Федерации.
Положением об Управлении администрации президента Российской Федерации по взаимодействию с политическими партиями, общественными объединениями, фракциями и депутатами палат Федерального Собрания, утвержденным указом президента Российской Федерации от 23 августа 1994 г. № 1724, обеспечение деятельности Совета по делам молодежи при президенте Российской Федерации возложено на данное Управление.
Рабочий аппарат Государственной герольдии при президенте Российской Федерации
Положением о Государственной герольдии при президенте Российской Федерации, утвержденным указом президента Российской Федерации от 25 июля 1994 г. № 1539, установлено, что рабочий аппарат Государственной герольдии входит в состав администрации президента Российской Федерации.
Указом президента Российской Федерации от 29 января 1996 г. № 117 рабочий аппарат Государственной герольдии при президенте Российской Федерации реорганизован.
Рабочий аппарат полномочного представителя президента Российской Федерации в Конституционном Суде Российской Федерации
Образован указом президента Российской Федерации от 5 июля 1995 г. № 668.
Указом президента Российской Федерации от 30 июня 1997 г. № 660 рабочий аппарат полномочного представителя президента Российской Федерации в Конституционном Суде Российской Федерации преобразован в Отдел администрации президента Российской Федерации по обеспечению деятельности полномочного представителя президента Российской Федерации в Конституционном Суде Российской Федерации.
Рабочий аппарат полномочного представителя президента Российской Федерации в Государственной Думе Федерального Собрания Российской Федерации
Образован указом президента Российской Федерации от 9 марта 1996 г. № 351.
Указом президента Российской Федерации от 30 июня 1997 г. № 660 рабочий аппарат полномочного представителя президента Российской Федерации в Государственной Думе Федерального Собрания Российской Федерации преобразован в Отдел администрации президента Российской Федерации по обеспечению деятельности полномочного представителя президента Российской Федерации в Государственной Думе Федерального Собрания Российской Федерации.
Рабочий аппарат полномочного представителя президента Российской Федерации в Совете федерации Федерального Собрания Российской Федерации
Образован указом президента Российской Федерации от 9 марта 1996 г. № 351.
Указом президента Российской Федерации от 30 июня 1997 г. № 660 рабочий аппарат полномочного представителя президента Российской Федерации в Совете федерации Федерального собрания Российской Федерации преобразован в Отдел администрации президента Российской Федерации по обеспечению деятельности полномочного представителя президента Российской Федерации в Совете федерации Федерального собрания Российской Федерации.
Аппарат Совета обороны Российской Федерации
Положением о Совете обороны Российской Федерации, утвержденным Указом президента Российской Федерации от 25 июня 1996 г. № 1102, установлено, что аппарат Совета обороны входит в администрацию президента Российской Федерации и имеет статус главного управления президента Российской Федерации.
Упразднен указом президента Российской Федерации от 3 марта 1998 г. № 220.
- Клименко Владимир Николаевич, руководитель (25 июля 1996 г., № 1102 — 3 марта 1998 г., № 220)

Аппарат Совета по внешней политике при президенте Российской Федерации
Указом президента Российской Федерации от 2 октября 1996 г. № 1412 в перечень самостоятельных подразделений администрации президента включен аппарат Совета по внешней политике при президенте Российской Федерации.
Положением об аппарате Совета по внешней политике при президенте Российской Федерации, утвержденным указом президента Российской Федерации от 31 октября 1996 г. № 1510, установлено, что аппарат Совета по внешней политике при президенте Российской Федерации имеет статус управления президента Российской Федерации.
Упразднен указом президента Российской Федерации от 19 сентября 1997 г. № 1039.
Аппараты помощников президента Российской Федерации
Указом президента Российской Федерации от 2 октября 1996 г. № 1412 в перечень самостоятельных подразделений администрации президента включены аппараты помощников президента Российской Федерации.
Указом президента Российской Федерации от 12 февраля 1998 г. № 162 сотрудники, обеспечивающие деятельность помощников президента Российской Федерации, включены в состав Секретариата руководителя администрации президента Российской Федерации.
Аппараты референтов президента Российской Федерации
Указом президента Российской Федерации от 2 октября 1996 г. № 1412 в перечень самостоятельных подразделений администрации президента включены аппараты референтов президента Российской Федерации.
Указом президента Российской Федерации от 12 февраля 1998 г. № 162 сотрудники, обеспечивающие деятельность референтов президента Российской Федерации, включены в состав Секретариата руководителя администрации президента Российской Федерации.
Аппараты полномочных представителей президента Российской Федерации в регионах Российской Федерации
Положением о полномочном представителе президента Российской Федерации в Республике Адыгея, Республике Дагестан, Кабардино-Балкарской Республике, Карачаево-Черкесской Республике и Ставропольском крае, утвержденном указом президента Российской Федерации от 20 марта 1997 г. № 258, установлено, что непосредственное обеспечение деятельности полномочного представителя осуществляет аппарат полномочного представителя, который входит в состав администрации президента Российской Федерации.
Положением о полномочном представителе президента Российской Федерации в регионе Российской Федерации, утвержденном указом президента Российской Федерации от 9 июля 1997 г. № 696, установлено, что непосредственное обеспечение деятельности полномочного представителя осуществляет аппарат полномочного представителя, который входит в состав администрации президента Российской Федерации.
Указом президента Российской Федерации от 13 мая 2000 г. № 849 институт полномочных представителей президента Российской Федерации в регионах Российской Федерации преобразован в институт полномочных представителей президента Российской Федерации в федеральных округах.
Аппараты полномочных представителей президента Российской Федерации в федеральных округах
Положением о полномочном представителе президента Российской Федерации в федеральном округе, утвержденным указом президента Российской Федерации от 13 мая 2000 г. № 849, установлено, что непосредственное обеспечение деятельности полномочных представителей осуществляют аппараты полномочных представителей, являющиеся самостоятельными подразделениями администрации президента Российской Федерации.
Указом президента Российской Федерации от 25 марта 2004 г. № 400 в перечень самостоятельных подразделений администрации президента Российской Федерации включены аппараты полномочных представителей президента Российской Федерации в федеральных округах (на правах управления).
Аппарат советников президента Российской Федерации
Указом президента Российской Федерации от 25 марта 2004 г. № 400 в перечень самостоятельных подразделений администрации президента Российской Федерации включен аппарат советников президента Российской Федерации.
Аппараты заместителей Руководителя Администрации президента Российской Федерации

### Другие подразделения
Библиотека администрации президента Российской Федерации
Указом президента РСФСР от 31 августа 1991 г. № 103 образована Библиотека президента РСФСР на базе Правительственной библиотеки Управления Делами администрации президента РСФСР.
В соответствии с распоряжением президента РСФСР от 13 ноября 1991 г. № 79-рп — Правительственная библиотека РСФСР.
В соответствии с распоряжением президента Российской Федерации от 23 июля 1993 г. № 510-рп — Библиотека администрации президента Российской Федерации.
Положением о Библиотеке администрации президента Российской Федерации, утверждённым распоряжением президента Российской Федерации от 23 июля 1993 г. № 510-рп, установлено, что Библиотека администрации президента Российской Федерации является структурным подразделением (на правах отдела) администрации президента Российской Федерации и имеет статус научной библиотеки.
Упразднена указом президента Российской Федерации от 12 февраля 1998 г. № 162.
- Зайцев Валерий Григорьевич, директор Правительственной библиотеки РСФСР/Российской Федерации (13 ноября 1991 г., № 80-рп — 28 марта 1993 г., № 207-рп), директор Библиотеки администрации президента Российской Федерации (?)

Бюро по информационному обеспечению администрации президента РСФСР/Российской Федерации
Распоряжением президента РСФСР от 7 сентября 1991 г. № 36-рп установлено, что Бюро по информационному обеспечению администрации президента РСФСР подчиняется непосредственно руководителю администрации президента РСФСР (указом президента РСФСР от 5 августа 1991 г. № 32 Бюро по информационному обеспечению Совета Министров РСФСР преобразовано в Бюро по информационному обеспечению администрации президента РСФСР, подчинив его Управлению Делами администрации президента РСФСР).
Распоряжением президента Российской Федерации от 7 сентября 1992 г. № 494-рп Бюро по информационному обеспечению администрации президента Российской Федерации преобразовано в Управление информационных ресурсов администрации президента Российской Федерации.
Лечебно-оздоровительное объединение администрации президента РСФСР/Российской Федерации
Распоряжением президента РСФСР от 7 сентября 1991 г. № 36-рп установлено, что Лечебно-оздоровительное объединение подчиняется непосредственно руководителю администрации президента РСФСР (указом президента РСФСР от 5 августа 1991 г. № 32 Лечебно-оздоровительное объединение при бывшем Управлении Делами Совета Министров РСФСР передано Управлению Делами администрации президента РСФСР).
Указом президента Российской Федерации от 9 апреля 1992 г. № 380 образован Медицинский центр при Правительстве Российской Федерации на базе Лечебно-оздоровительного объединения администрации президента Российской Федерации.
Группа экспертов президента РСФСР/Российской Федерации
Указом президента РСФСР от 13 сентября 1991 г. № 121 создана Группа экспертов президента РСФСР.
Указом президента Российской Федерации от 22 февраля 1993 г. № 273 образован рабочий аппарат Экспертного совета при президенте Российской Федерации на базе Группы экспертов президента Российской Федерации и Секретариата Председателя Экспертного совета при президенте Российской Федерации.
- Нит Игорь Васильевич, руководитель (14 сентября 1991 г., № 41-рп — ?)

Архив президента Российской Федерации
Образован указом президента Российской Федерации от 31 декабря 1991 г. № 338.
Положением об Архиве президента Российской Федерации, утверждённым распоряжением президента Российской Федерации от 24 марта 1994 г. № 151-рп, установлено, что Архив президента Российской Федерации является специализированным подразделением администрации президента Российской Федерации на правах отдела.
Упразднен указом президента Российской Федерации от 12 февраля 1998 г. № 162.
- Коротков Александр Васильевич, директор (17 февраля 1992 г., № 56-рп — ?)

Издательство «Юридическая литература» администрации президента Российской Федерации
Распоряжением президента Российской Федерации от 18 марта 1992 г. № 112-рп издательство «Российское право» (бывшее «Юридическая литература») передано из ведения Министерства печати и информации Российской Федерации в ведение администрации президента Российской Федерации.
Распоряжением президента Российской Федерации от 8 августа 1992 г. № 428-рп издательство «Российское право» реорганизовано в издательство «Юридическая литература».
В соответствии с Уставом издательства «Юридическая литература» администрации президента Российской Федерации, утверждённым указом президента Российской Федерации от 3 апреля 1997 г. № 289, издательство является государственным учреждением, находящимся в ведении администрации президента Российской Федерации.
- Бунин Иван Афанасьевич, генеральный директор (8 августа 1992 г., № 429-рп — 21 апреля 1997 г., № 152-рп)

## Канцелярии
Канцелярия Государственного секретаря РСФСР/Российской Федерации
Указом президента РСФСР от 19 июля 1991 г. № 13 образована Канцелярия Государственного секретаря РСФСР.
Указом президента Российской Федерации от 22 февраля 1993 г. № 273 Канцелярия Государственного секретаря Российской Федерации упразднена.
- Поляков Сергей Федорович, заведующий (19 сентября 1991 г., № 126 — 22 февраля 1993)

Канцелярия президента Российской Федерации
Указом президента Российской Федерации от 6 мая 1992 г. № 465 Секретариат президента Российской Федерации реорганизован в службу помощников президента Российской Федерации и Канцелярию президента Российской Федерации.
Указом президента Российской Федерации от 25 марта 2004 г. № 400 в перечень самостоятельных подразделений администрации президента Российской Федерации включена Канцелярия президента Российской Федерации (на правах управления).
Положение о Канцелярии президента Российской Федерации утверждалось указом президента Российской Федерации от 9 апреля 1997 г. № 313 (признано утратившим силу указом президента Российской Федерации от 18 ноября 2004 г. № 1465) и указом президента Российской Федерации от 18 ноября 2004 г. № 1465.
В период 2000—2008 гг. заведующий Канцелярией не назначался, хотя формально должность не была упразднена. Обязанности заведующего Канцелярией исполнял заместитель руководителя администрации президента Российской Федерации Сечин Игорь Иванович.
- Семенченко Валерий Павлович, заведующий Канцелярией президента Российской Федерации (8 мая 1992 г., № 497 — 9 августа 1996 г., № 1148; в соответствии с распоряжением президента Российской Федерации от 16 августа 1995 г. № 381-рп по должности являлся помощником президента Российской Федерации), заместитель руководителя администрации президента Российской Федерации — заведующий Канцелярией президента Российской Федерации (9 августа 1996 г., № 1148 — 3 января 2000 г., № 3)

- Константинов Николай Николаевич, руководитель (10 декабря 2009 г., № 1416 −7 мая 2012 г., 9 июня 2012 г., № 785 — 6 ноября 2012 г., № 1482)
- Кобяков, Антон Анатольевич (с 6 ноября 2012 г., № 1483)

## Секретариаты
Секретариат президента РСФСР/Российской Федерации
Указом президента РСФСР от 19 июля 1991 г. № 13 образован Секретариат президента РСФСР.
Указом президента Российской Федерации от 6 мая 1992 г. № 465 Секретариат президента Российской Федерации реорганизован в службу помощников президента Российской Федерации и Канцелярию президента Российской Федерации.
Распоряжением президента Российской Федерации от 8 мая 1992 г. № 221-рп должность руководителя Секретариата президента Российской Федерации преобразована в должность первого помощника президента Российской Федерации, должность заместителя руководителя Секретариата президента Российской Федерации преобразована в должность заведующего Канцелярией президента Российской Федерации.
- Илюшин Виктор Васильевич, руководитель (19 июля 1991 г., № 7 — 8 мая 1992 г., № 496)
- Семенченко Валерий Павлович, заместитель руководителя (31 июля 1991 г., № 7-рп — 8 мая 1992 г., № 497)

Секретариат вице-президента РСФСР/Российской Федерации
Указом президента РСФСР от 19 июля 1991 г. № 13 образован Секретариат вице-президента РСФСР.
Должность вице-президента Российской Федерации была упразднена 25 декабря 1993 года в связи со вступлением в силу Конституции Российской Федерации, в которой не предусмотрена эта должность (отдельный правовой акт об упразднении Секретариата вице-президента Российской Федерации не публиковался).
- Царегородцев Алексей Николаевич, руководитель (19 июля 1991 г., № 8 — 25 февраля 1992 г., № 191)
- Краснов Валерий Николаевич, руководитель (25 февраля 1992 г., № 191 — 25 декабря 1993)

## Пресс-секретари
- Вощанов Павел Игоревич (20 июля 1991 г., № 3-рп — февраль 1992 г.) Здесь и далее после даты назначения или освобождения от должности должностных лиц и руководителей подразделений администрации президента стоит номер соответствующего указа или распоряжения президента Российской Федерации (если таковые были опубликованы).
- Костиков Вячеслав Васильевич (14 мая 1992 г., № 229-рп — 14 марта 1995 г., № 123-рп)
- Медведев Сергей Константинович (15 марта 1995 г., № 270 — 13 августа 1996 г., № 1160; в соответствии с распоряжением президента Российской Федерации от 16 августа 1995 г. № 381-рп по должности являлся помощником президента Российской Федерации)
- Ястржембский Сергей Владимирович, пресс-секретарь президента Российской Федерации (13 августа 1996 г., № 1161 — 28 марта 1997 г., № 272; в соответствии с распоряжением президента Российской Федерации от 16 августа 1995 г. № 381-рп по должности являлся помощником президента Российской Федерации), заместитель руководителя Администрации президента Российской Федерации — пресс-секретарь президента Российской Федерации (28 марта 1997 г., № 272 — 12 сентября 1998 г., № 1095)
- Якушкин Дмитрий Дмитриевич, заместитель руководителя Администрации президента Российской Федерации — пресс-секретарь президента Российской Федерации (15 сентября 1998 г., № 1102 — 3 января 2000 г., № 5)
- Громов Алексей Алексеевич (4 января 2000 г., № 12 — 7 мая 2000 г., № 835; 4 июня 2000 г., № 1025, переназначен 26 марта 2004 г., № 412 — 7 мая 2008 г.[17])
- Тимакова Наталья Александровна (13 мая 2008 г., № 770 — 21 мая 2012 г., № 666)
- Песков Дмитрий Сергеевич, заместитель руководителя Администрации президента Российской Федерации — пресс-секретарь президента Российской Федерации (с 22 мая 2012 г., № 691[18])

#### Заместители пресс-секретаря президента Российской Федерации
- Тимакова Наталья Александровна, первый заместитель пресс-секретаря президента Российской Федерации — начальник Управления пресс-службы президента Российской Федерации (4 ноября 2002 г., № 1290 — 9 апреля 2004 г., № 515)
- Песков Дмитрий Сергеевич, первый заместитель пресс-секретаря президента Российской Федерации (9 апреля 2004 г., № 150-рп — 25 апреля 2008 г., № 584)
- Одинцова Жанна Алексеевна, заместитель пресс-секретаря президента Российской Федерации (14 мая 2008 г., № 787 — 14 июня 2012 г., № 836)
- Свиридов, Юрий Константинович, заместитель пресс-секретаря президента Российской Федерации (с 10 августа 2012 г., № 1155)